# Geonoma scoparia
Geonoma scoparia är en enhjärtbladig växtart som beskrevs av Michael Howard Grayum och Nevers. Geonoma scoparia ingår i släktet Geonoma och familjen Arecaceae. Inga underarter finns listade i Catalogue of Life.